# Упениеки (Ливанский край)
У́пениеки (латыш. Upenieki) — населённый пункт в Ливанском крае Латвии. Административный центр Ерсикской волости. Расстояние до города Прейли составляет около 45 км.
По данным на 2018 год, в населённом пункте проживало 172 человека. Есть волостная администрация, дом культуры, библиотека, фельдшерский и акушерский пункт, почта, магазин.

## История
В советское время населённый пункт носил название Брувери и был центром Ерсикского сельсовета Прейльского района. В селе располагалась центральная усадьба колхоза «Ритс».